# باري بارتو
باري بارتو (بالإنجليزية: Barry Barto)‏ هو مدرب كرة قدم ولاعب كرة قدم أمريكي، ولد في 7 يناير 1950 في فيلادلفيا في الولايات المتحدة. شارك مع منتخب الولايات المتحدة لكرة القدم. أما مع النوادي، فقد لعب مع فورت لودردايل سترايكرز.